# Pasporta Servo

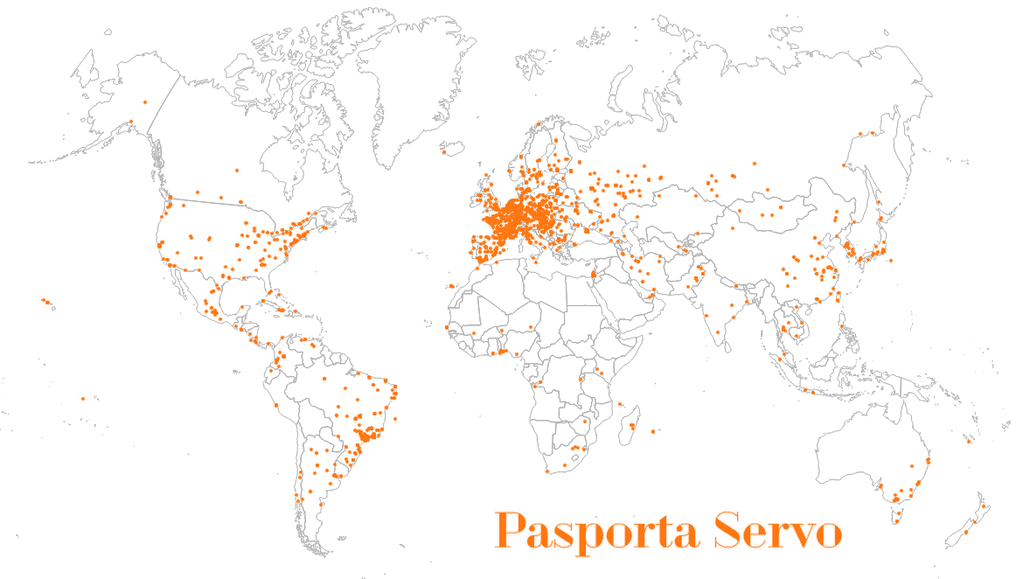
Diffusione del servizio Pasporta Servo nel mondo.

Il Pasporta Servo (lett. "servizio di passaporto") è una pubblicazione annuale edita dalla TEJO (Organizzazione giovanile esperantista mondiale), nonché un servizio di ospitalità mondiale, che raccoglie gli indirizzi di quegli esperantisti che sono disposti a ospitare gratuitamente tutti coloro che conoscano, la lingua internazionale esperanto. Nato nel 1966 da un'idea dell'argentino Ruben Feldman-Gonzalez con il nome di Programo Pasporto, nel 1974 sotto la guida della francese Jeanne-Marie Cash assunse le caratteristiche attuali; entrambi gli iniziatori fanno a loro volta parte del servizio.

## Caratteristiche del servizio
Gli esperantisti che vogliono usufruire del servizio possono ottenere l'elenco con gli indirizzi degli altri che sono iscritti al servizio e che abitano nel luogo di destinazione. L'ospitalità, ossia il pernottamento, deve essere gratuita. Altri tipi di spese come cibo, o mezzi di trasporto, di solito vengono considerati a carico del viaggiatore; anche se è possibilissimo, col crearsi delle amicizie, che poi la questione vari molto da caso a caso, e da singolo a singolo.
La rete di ospitalità conta circa 1350 ospitanti da circa ottocento città in 85 paesi del mondo. Per aderire al servizio come ospite non è richiesto altro che comprare il libretto con l'elenco aggiornato annualmente. A fianco di ogni ospitante nella lista sono specificate alcune condizioni come il numero massimo di ospiti, la durata massima, il tipo di preavviso eccetera. La persona ospitante in genere non chiede rimborsi, spesso offre i pasti e molti si offrono addirittura di far da guida nella città.
La principale condizione richiesta è la conoscenza della lingua esperanto utilizzata come lingua-ponte tra ospite e ospitante e in cui è scritto l'intero indirizzario.
Nel 2008 il consiglio direttivo della TEJO ha annunciato che l'indirizzario verrà reso consultabile anche via rete con modalità molto simili ad altri servizi di ospitalità simili come Hospitality Club o CouchSurfing. Tra gli iscritti a Couchsurfing ad esempio, benché sia un sito prevalentemente anglofono, almeno 500 persone dichiarano di possedere una conoscenza almeno base dell'Esperanto.